# Ulica Rzeszowska w Nisku
Ulica Rzeszowska – jedna spośród głównych ulic Niska. Na całej swojej trasie jest jednojezdniowa. Rozpoczyna się na skrzyżowaniu z ulicą Wolności, niedaleko Dużych Plant, dalej biegnie w kierunku południowym do granic miasta. Jej kontynuacją jest główna droga wsi Nowosielec. W początku swojego biegu pokrywa się z drogą powiatową 1054R, później z drogą wojewódzką nr 878.